# Mossano
Mossano ist eine Fraktion der Gemeinde (comune) Barbarano Mossano und war bis 2017 eine eigenständige Gemeinde in der Provinz Vicenza in Venetien.

## Geografie
Mossano liegt etwa 13,5 Kilometer südlich von Vicenza auf einer Höhe von 89 m.s.l.m. im Weinbaugebiet der Colli Berici. 

## Geschichte
Am 17. Februar 2018 schloss sich Mossano mit der Gemeinde Barbarano Vicentino zur neuen Gemeinde Barbarano Mossano zusammen. Das ehemalige Gemeindegebiet grenzte unmittelbar an die Provinz Padua.

## Gemeindepartnerschaft
Mossano unterhielt eine inneritalienische Partnerschaft mit der Gemeinde Caronno Pertusella in der Provinz Varese.

## Verkehr
Durch das ehemalige Gemeindegebiet führt die frühere Strada Statale 247 Riviera (heute eine Provinzstraße) von Vicenza nach Este.